# Daké
Daké est localité située dans le département de Dablo de la province du Sanmatenga dans la région Centre-Nord au Burkina Faso. 

## Géographie
Daké est situé à 12 km à l'est de Dablo, le chef-lieu du département, et à environ 40 km au nord de Barsalogho.

## Éducation et santé
Depuis 2017, Daké possède un centre de santé et de promotion sociale (CSPS) (le plus proche était auparavant celui de Dablo) tandis que le centre médical avec antenne chirurgicale (CMA) de la province se trouve à Barsalogho et que le centre hospitalier régional (CHR) est à Kaya.
Le village possède une école primaire publique.